# 니혼바시 미쓰이 타워
니혼바시 미쓰이 타워(일본어: 日本橋三井タワー, 영어: Nihonbashi Mitsui Tower)는 도쿄도 주오구 니혼바시무로마치에 있는 일본의 마천루이다. 높이는 194.69m, 지상 39층으로 돼있고 2005년 7월 29일에 준공됐다.

## 사진

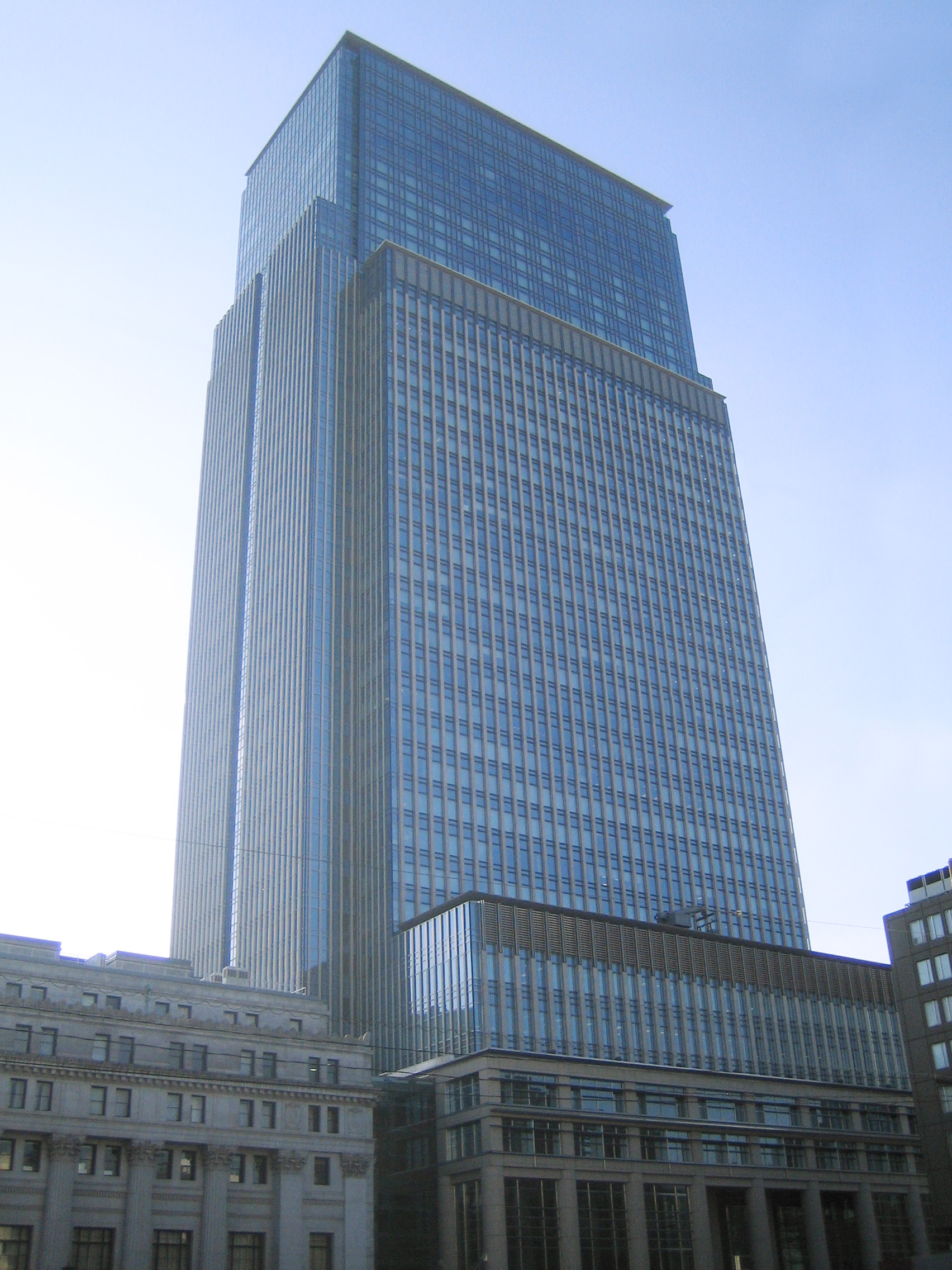
건물 외관(2007년 촬영)
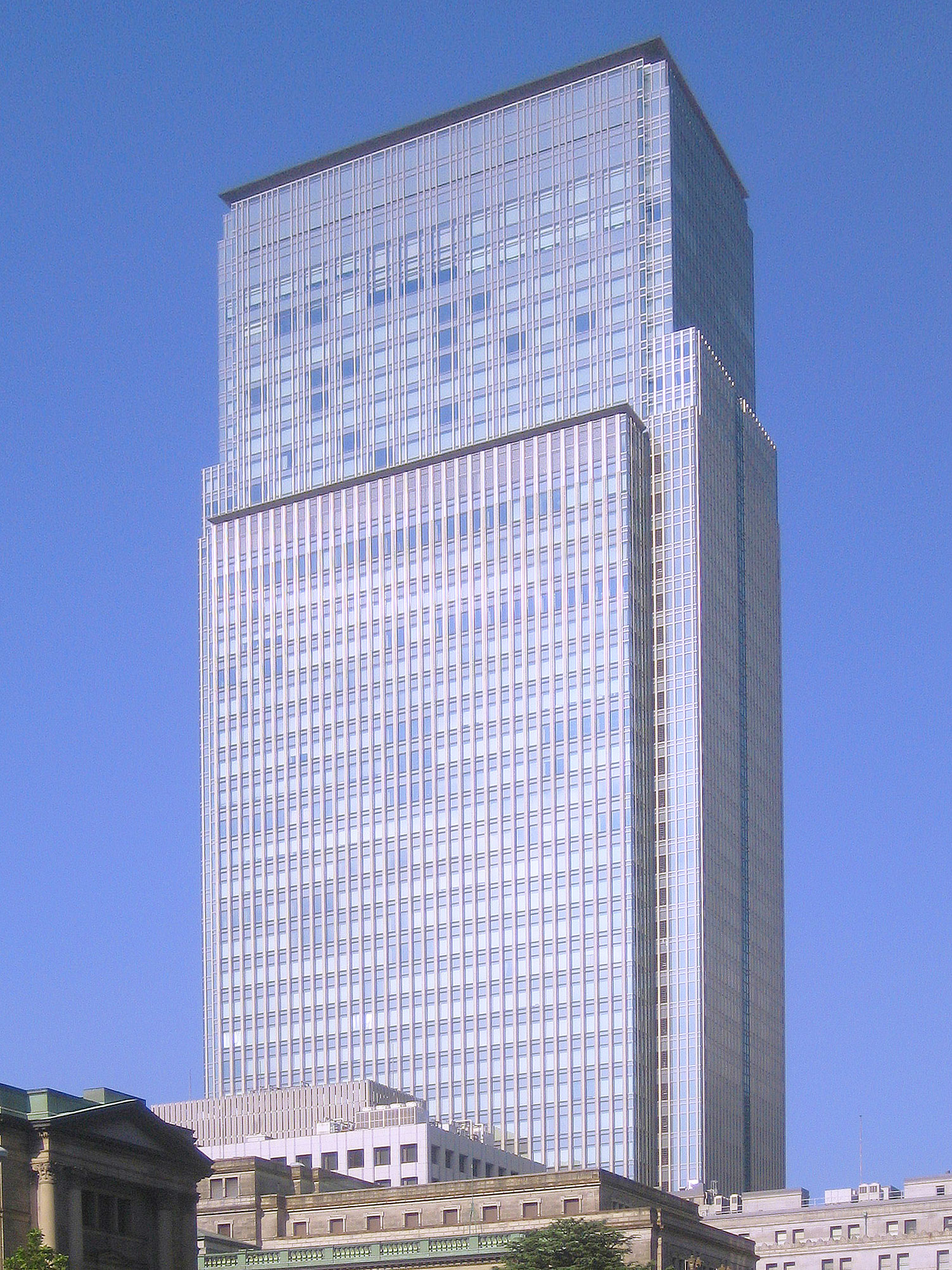
건물 외관(2007년 촬영)
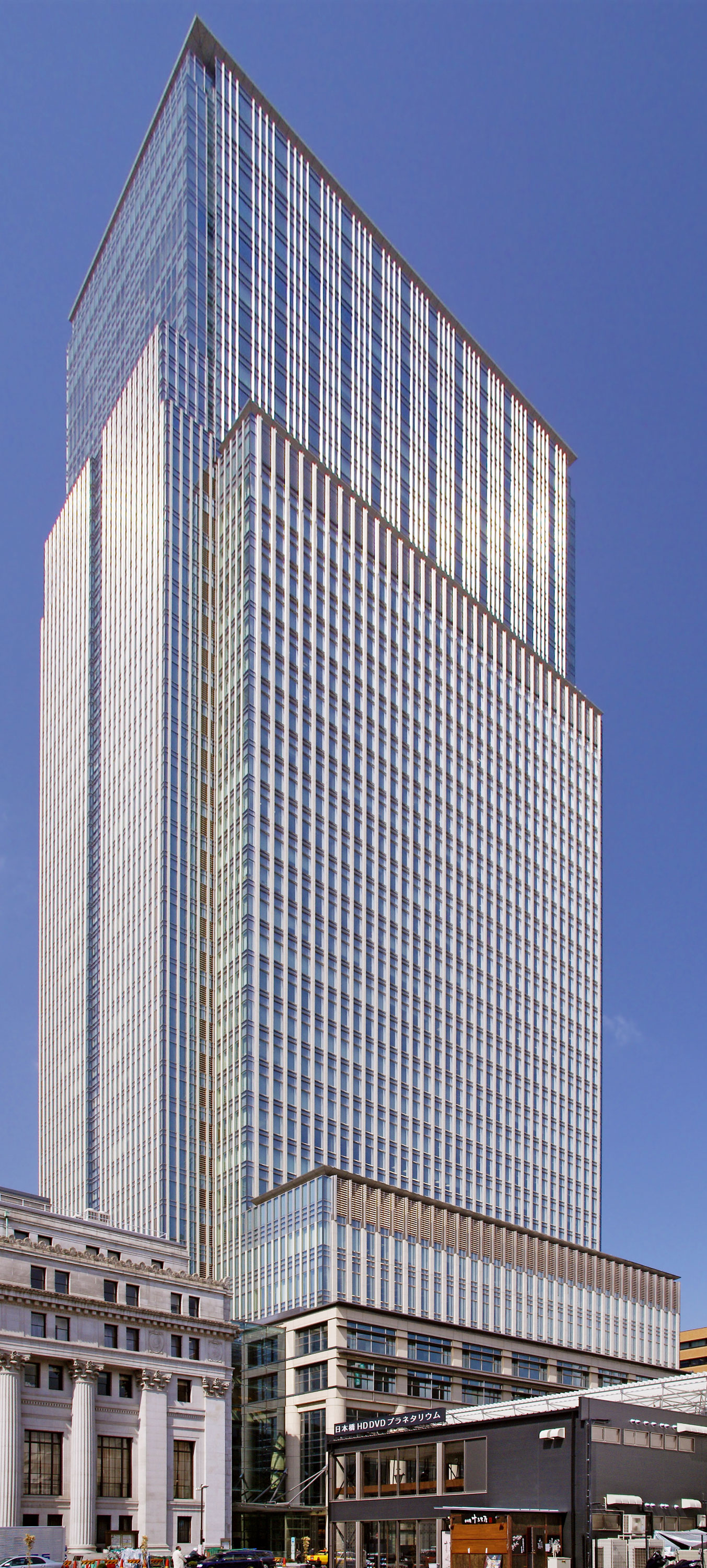
건물 외관

## 주요 입주 기업
- 미쓰이 부동산
- 센비키야 총본점
- 덴카 주식회사
- 도레이 주식회사
- QUICK
- 주가이 제약

## 같이 보기
- 일본의 마천루 목록
- 도쿄도의 마천루 목록